# Nomos Verlag
Der Nomos Verlag besteht unter diesem Namen seit 1964. Mit jährlich mehr als 1.200 Neuerscheinungen und Neuauflagen sowie über 80 Fachzeitschriften gehört der Verlag zu den größten Wissenschaftsverlagen in den Rechts-, Sozial- und Geisteswissenschaften im deutschen Sprachraum. Fast das gesamte Verlagsprogramm ist auch elektronisch verfügbar. Seit 1999 ist der Nomos Verlag Teil der Beck-Gruppe, in der Programmentwicklung jedoch von den anderen Verlagen der Gruppe unabhängig. Es bestehen enge Kooperationsbeziehungen zu Partnerverlagen in Deutschland, Österreich und der Schweiz, Großbritannien und anderen Ländern.

## Die Entwicklung des Verlags

### Vorgeschichte
Der Nomos Verlag ist aus dem seit 1953 in Baden-Baden ansässigen August Lutzeyer Verlag hervorgegangen. Dieser hatte sich in den Jahren nach dem Zweiten Weltkrieg als juristischer Fachverlag mit dem besonderen Schwerpunkt der Textausgaben in Loseblattform etabliert. Zentrale Bedeutung kam dabei der Sammlung „Das deutsche Bundesrecht“ zu. Seit Verabschiedung der Römischen Verträge im Jahr 1957 wurden auch die europäischen Rechtsvorschriften dokumentiert.
1963 wurde der August Lutzeyer Verlag von den Gesellschaftern des Suhrkamp Verlages Siegfried Unseld und den Schweizer Brüdern Reinhardt gekauft. Diese waren nach der kurz zuvor erfolgten Übernahme des Insel Verlages durch Suhrkamp an der zum Verlag gehörenden, auf den Dünndruck auch kleiner Auflagen spezialisierten Druckerei interessiert, sahen den Wissenschaftsverlag aber auch als Kapitalanlage.

### Nomos als Teil von Suhrkamp
Etwa ein Jahr nach der Übernahme erfolgte die Umbenennung in Nomos Verlag. Der Verlagsname leitet sich vom altgriechischen Begriff für „Gesetz“ (νόμος) ab. In der Loseblattsammlung „Das deutsche Bundesrecht“ und anderen Textsammlungen wie dem „Handbuch des Europäischen Rechts“ fanden sich jedoch von Anfang an auch zahlreiche Erläuterungen, aus denen der Verlag allmählich ein Programm von Kommentaren und Handbüchern aufbaute. Zugleich entwickelte sich ein Wissenschaftsprogramm aus Dissertationen, Habilitationen und anderen Monographien sowie Sammelbänden.
Besondere Themenschwerpunkte lagen zunächst im Öffentlichen Recht und dem Europa- und Völkerrecht auf der einen Seite sowie der Regierungslehre, der Europapolitik und den Internationalen Beziehungen auf der anderen Seite. Nach und nach kamen weitere Fachgebiete hinzu.

### Die Übernahme durch C.H.Beck
Ende der 1990er Jahre entschlossen sich die damaligen Gesellschafter (wohl auch angesichts einer Reform des Erbschaftsteuerrechts), den Nomos Verlag zu veräußern. 1998 wurde Nomos zunächst an den (wissenschaftlichen) Springer Verlag verkauft. Kurz darauf wurde Springer seinerseits von Bertelsmann übernommen, und Bertelsmann veräußerte Nomos umgehend an die Gesellschafter des Münchener C.H.Beck Verlages. Diese sind bis heute Eigentümer des Verlages. Geschäftsführer von Nomos ist Thomas Gottlöber, der die Position im Jahr 2020 von dem langjährigen Verlagsleiter Alfred Hoffmann übernahm.

### Expansion seit 2009
Seit 2009 hat der Nomos Verlag mehrere kleinere Wissenschaftsverlage mit Programmschwerpunkten in den Sozial- und Geisteswissenschaften übernommen: Am Anfang stand die Übernahme des Verlags Reinhard Fischer, der als Edition Reinhard Fischer in das Programm des Nomos Verlags integriert wurde. Seit 2015 gehört die bis dahin in Berlin ansässige Edition Sigma zum Nomos Verlag, die seither als Imprint fortgeführt wird. Das gilt auch für die weiteren Zukäufe, nämlich den Tectum Verlag (bisher Marburg, Übernahme Anfang 2017), den Ergon-Verlag (bisher Würzburg, Übernahme Mitte 2017), den Academia Verlag (bisher St. Augustin, Übernahme Anfang 2018), den Verlag Rombach Wissenschaft (Wissenschaftsprogramm des Rombach Verlags Freiburg i. Br., Übernahme Anfang 2020), den Verlag Karl Alber (früher Freiburg i. Br., Übernahme Anfang 2022) und den Georg Olms Verlag (früher Hildesheim, gilt weiterhin für Olms Presse, Übernahme 2023). Zum 1. Januar 2024 hat Nomos den Vittorio Klostermann Verlag übernommen, der als Tochterunternehmen in die Nomos Verlagsgruppe integriert und eigenständig im Frankfurter Verlagshaus fortgeführt wird.

## Programmschwerpunkte
Nomos ist einer der wenigen Verlage mit einem Vollspartenprogramm, das die disziplinübergreifende Darstellung aktueller Themen ermöglicht. Im Verlag erscheinen jedes Jahr mehr als 1.200 Bücher. Das Programm reicht von der klassischen Wissenschaftsliteratur über Handbücher und Kommentare bis zur Studienliteratur.

### Wissenschaftsliteratur
Der verlegerische Schwerpunkt liegt heute bei der Veröffentlichung wissenschaftlicher Arbeiten aus den Bereichen der Rechts-, Sozial- und Geisteswissenschaften. Diese Werke machen mit mehr als 1.000 Neuerscheinungen pro Jahr auch zahlenmäßig den größten Anteil des Verlagsprogramms aus. Das Wissenschaftsprogramm gliedert sich in mehrere Hundert aktive Schriftenreihen. Dabei wird die Rechtswissenschaft vollständig abgedeckt, einschließlich der Grundlagenfächer und den Bezügen zu Nachbardisziplinen. In den Sozialwissenschaften liegen die Programmschwerpunkte in den Bereichen Politik, Europa, Soziologie, Medien, Gesundheit, Wirtschaft, Soziale Arbeit und Sozialwirtschaft und in den Geisteswissenschaften in den Bereichen Geschichte, Kultur, Philosophie und Religion. In den letzten Jahren wurden weitere Programmbereiche deutlich ausgebaut, z. B. Geschichte, Gesundheit, Kulturwissenschaft, Philosophie, Religionswissenschaft, Ethik, Kulturwissenschaft, Sprach- und Literaturwissenschaft und Orientalistik. Die Qualitätssicherung erfolgt zum einen durch eine strenge Vorauswahl (so werden Dissertationen grundsätzlich nur veröffentlicht, wenn sie mindestens mit magna cum laude bewertet wurden), zum anderen lehnt Nomos sich an die fachspezifischen Traditionen der Qualitätssicherung an, die von „double blind Peer-Review“-Verfahren bis zu von Herausgeberinnen und Herausgebern gesteuerten Annahmeverfahren für einzelne Schriftenreihen reichen. Neben Qualifikationsschriften und anderen Monographien sowie Sammelbänden zu Einzelthemen gibt es eine Vielzahl von wissenschaftlich fundierten Handbüchern, die sich sowohl an Studierende, Forschende und Lehrende richten als auch an Praktikerinnen und Praktikern in Wirtschaft, Verwaltung, Verbänden etc. Beim Vertrieb von Werken mit internationalem Bezug arbeitet Nomos häufig mit Partnerverlagen aus Österreich und der Schweiz, aber auch aus anderen europäischen Ländern, zusammen. Dies gilt insbesondere für den wachsenden Anteil wissenschaftlicher Arbeiten in englischer Sprache.

### Juristische Praktikerliteratur
Aus der juristischen Textdokumentation ist ein umfassendes Buchprogramm für juristische Praktikerinnen und Praktikern hervorgegangen. Das Angebot an Kommentaren, Handbüchern, Formularwerken und Einzeldarstellungen zu praktisch relevanten Themen wurde seit dem Jahr 2000 deutlich ausgebaut und erfasst heute das gesamte Bundesrecht, erhebliche Teile des Landesrechts sowie das Recht der Europäischen Union und das Internationale Recht. Das juristische Praktikerprogramm gliedert sich wiederum in mehrere Reihen, z. B. die großen, teils mehrbändigen NomosKommentare, die kompakteren Handkommentare sowie – vor allem für das Sozialrecht – die Lehr- und Praxiskommentare. Daneben stehen Solitäre wie der von der Groeben zum Recht der Europäischen Union und neue Formate wie die Stichwortkommentare oder die Kommentierten Prozessformulare. Hinzu kommen Handbücher, Formularbücher und kürzere Einführungswerke. Seit 2010 publiziert Nomos gemeinsam mit dem Schwesterverlag C. H. Beck und dem englischen Verlag Hart Publishing eine Vielzahl englischsprachiger Kommentare und Handbücher zu ausgewählten Themen des europäischen und internationalen Rechts.

### Studienliteratur
Ab 2008 ist im Nomos Verlag ein breites Angebot an juristischer Studienliteratur entstanden. Neben den Hauptreihen Nomos Lehrbuch, Nomos Studium und Nomos Referendariat finden sich Studienbücher und Kompendien zum Landesrecht sowie zahlreiche Einführungen in juristische Themen für Nicht-Juristen. Im Bereich der Sozialwissenschaften sind die Studienkurse zu Politikwissenschaft, Soziologie, Sozialer Arbeit, Medien und Kommunikation, Religion, Gesundheit und Pflege, Sozialwirtschaft und Wirtschaft ebenso zu erwähnen wie eine Vielzahl weiterer Lehrbücher zu verschiedenen Themen des Programmspektrums. Zwischen 2010 und 2016 wurde ein Teil des sozialwissenschaftlichen Lehrbuchprogramms und weitere juristische Lehrbücher über die Vertriebsgemeinschaft Uni-Taschenbücher (utb) abgewickelt. Ende 2016 beendete Nomos die Mitgliedschaft bei utb, seit 2018 vertreibt der Verlag die sozialwissenschaftliche Studienliteratur wieder eigenständig.

### Fachzeitschriften
Bei Nomos erscheinen über 80 Fachzeitschriften. Das Angebot erstreckt sich über alle Programmbereiche und von Zeitschriften für Praktiker bis zu spezialisierten Wissenschaftszeitschriften. Viele der Zeitschriften sind in ihrem Fachgebiet führend. So z. B. die Zeitschrift für Urheber- und Medienrecht (ZUM), die Zeitschrift für Umweltrecht (ZUR), die Zeitschrift Medien & Kommunikation (M&K), die Blätter der Wohlfahrtspflege, das Philosophische Jahrbuch oder die Soziale Welt. Auch zahlreiche inter- und intradisziplinären Zeitschriften, wie der Leviathan, die Management Revue, die Zeitschrift für Flüchtlingsforschung (Z'Flucht), die Kritische Justiz oder die Rechtswissenschaft gehören zum Verlagsprogramm. Eine der ältesten Publikationen ist die Zeitschrift für Politik (ZfP), die älteste Zeitschrift im Bereich Politikwissenschaft in Deutschland, gegründet 1907. Zu den neuesten bei Nomos geführten bzw. gegründeten Zeitschriften gehören im Bereich der Sozial- und Geisteswissenschaften das eJournal Culture, Practice and Europeanization(CPE), Soziale Arbeit, Morals & Machines, im Bereich Recht SpoPrax – Sportrecht und E-Sportrecht in der Praxis, ZfPC – Zeitschrift für Product Compliance und LTZ - Legal Tech.

### Elektronische Veröffentlichungen
Nahezu das gesamte Verlagsprogramm ist auch elektronisch verfügbar. Bücher und Zeitschriften, die sich in erster Linie an juristische Praktiker richten, werden über die Datenbank beck-online entweder in entsprechenden beck-online-Modulen oder über eigene Nomos-Module publiziert.
Das Wissenschaftsprogramm, die Lehrbücher sowie englischsprachige Kommentare sind über die verlagseigene Plattform Nomos eLibrary zugänglich. Diese zweisprachige Plattform, die in erster Linie auf die Bedürfnisse wissenschaftlicher Bibliotheken und ihrer Nutzerinnen und Nutzer ausgerichtet ist, wird mittlerweile auch von mehr als 40 anderen Fachverlagen genutzt, die teilweise ihre Werke über die Nomos eLibrary zur Verfügung stellen oder eine eigene Instanz der Plattform benutzen. Die Nomos eLibrary ist explizit auch als Open Access Plattform konzipiert. Hier arbeitet Nomos unter anderem mit den großen Organisationen zur Forschungsförderung (DFG, SNF, FWF) und der Max Planck Digital Library zusammen, aber auch mit zahlreichen Bibliotheken und Bibliothekskonsortien.